# Welcome to Pooh Corner
Welcome to Pooh Corner is een televisieserie uit 1983 die werd uitgezonden door Disney Channel.

## Cast
- Hal Smith - Winnie de Poeh, Uil
- Will Ryan - Konijn, Teigetje
- Phil Baron - Knorretje
- Ron Gans - Iejoor
- Laurie Main - Verteller

## Liedjes
De liedjes gebruikt in deze serie zijn geschreven door Robert B. Sherman en Richard M. Sherman.
- "Try a Little Something New" (Konijn)
- "Just Say, 'Yes I Can'" (Iejoor)
- "You're the Only You" (Teigetje)
- "I Hum to Myself" (Knorretje)
- "The Right Side" (Winnie de Poeh)